# 가모촌 (오카야마현 쓰쿠보군)
가모촌(加茂村)은 일본 오카야마현 쓰쿠보군에 설치되었던 촌이다. 현재의 오카야마시 기타구의 일부에 해당한다.

## 역사
- 1889년 6월 1일 - 정촌제 시행에 의해 쓰쿠보군 가모촌이 발족하였다.
- 1900년 4월 1일 - 군의 통합에 의해 쓰쿠보군에 소속되었다.
- 1955년 1월 1일 - 기비군 다카마쓰정, 오이시촌과 합병해 새로운 기비군 다카마쓰정이 신설하여 폐지되었다.

## 참고문헌
- 角川日本地名大辞典 33 岡山県
- 『市町村名変遷辞典』東京堂出版、1990年。